# Нобелівський бенкет
Нобелівський бенкет (швед. Nobelfesten) — один з обов'язкових заходів вручення Нобелівської премії, урочиста вечеря в присутності королівської родини та близько 1300 гостей.

## Історія
Перший бенкет був проведений 1901 року. Меню бенкету з 1901 року не повторилося жодного разу, а весь хід урочистої вечері вивірений до секунди, причому хронометраж його проведення жодного разу не порушувався.
Нобелівський бенкет було скасовано 1907 року, у зв'язку зі смертю шведського короля Оскара II хоча лауреати вже були на шляху до Швеції. Бенкет також не відбувався під час двох світових війн.
Під час вечері (як правило, чотири години) кожен лауреат Нобелівської премії виступає з промовою, часто жартівливою. Зазвичай виголошують два урочистих тости: один для шведського монарха, а інший, зроблений монархом, в пам'ять про Альфреда Нобеля. Розпорядник бенкету обирається на конкурсній основі з успішних студентів раз на чотири роки.
Щорічний Нобелівський бенкет, який у Швеції називають бенкетом бенкетів має конкретну тему. Це знаходить своє відбиття в оформленні зали й розвагах, запланованих на вечір. Так, квіткові прикраси в Блакитному залі Стокгольмської ратуші 2014 року були аранжовані на тему «Мости Стокгольма». Тематика була натхненна близькістю Стокгольма до води.

## Гості

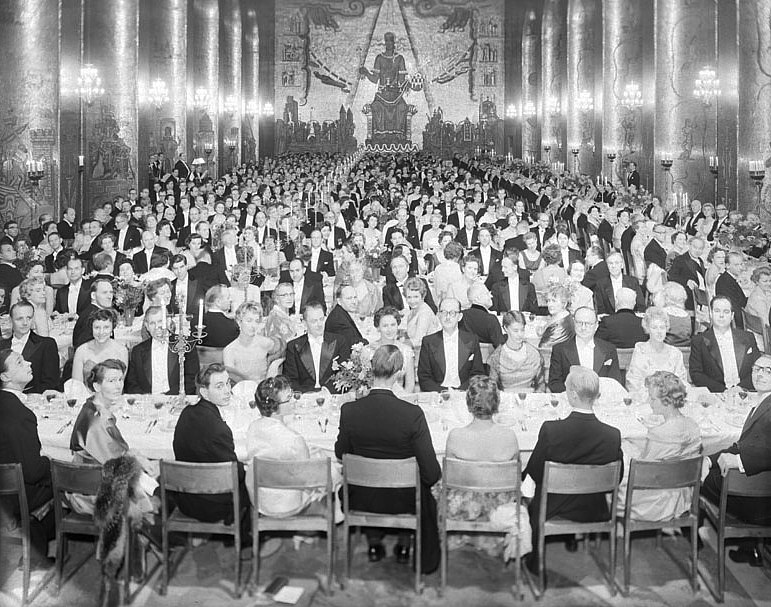
Нобелівський бенкет 1958 року в Золотій залі.

У 1901 році на бенкеті зібралися 113 гостей — виключно чоловіки. Зі зростанням престижу Нобелівської премії зростала і кількість людей зацікавлених брати участь в церемонії її вручення і з 1934 року кількість гостей на Нобелівському бенкеті зростає з 150 до 350. З 1990 року запрошують в середньому 1300 осіб, серед них — лауреати премії, їх найближчі родичі і колеги (лауреат може запросити до 16 гостей), представники науки, культури й промисловості, члени уряду, дипломатичного корпусу та королівської родини Швеції, а також студенти шведських університетів незалежно від громадянства, які можуть або довести свою успішність у навчанні, або просто виграти в спеціальній лотереї..

## Розташування
Місцем проведення бенкетів перші 29 років служила Дзеркальна зала (Spegel Salen) Гранд-готелю в Стокгольмі, після чого його перевели до Золотої зали (Gyllene Salen) стокгольмської ратуші, щоб забезпечити обслуговування більшої кількості запрошених. Гранд-готель приймав Нобелівські бенкети ще в 1931—1933 роках, але в 1934 знову повернувся до Золотої зали. Під час угорського повстання 1956 року замість бенкету проводився бранч у Шведській королівській академії наук. З 1974 року урочисте застілля відбувається в Блакитній залі (Blå Hallen) Стокгольмської ратуші.

## Сервірування

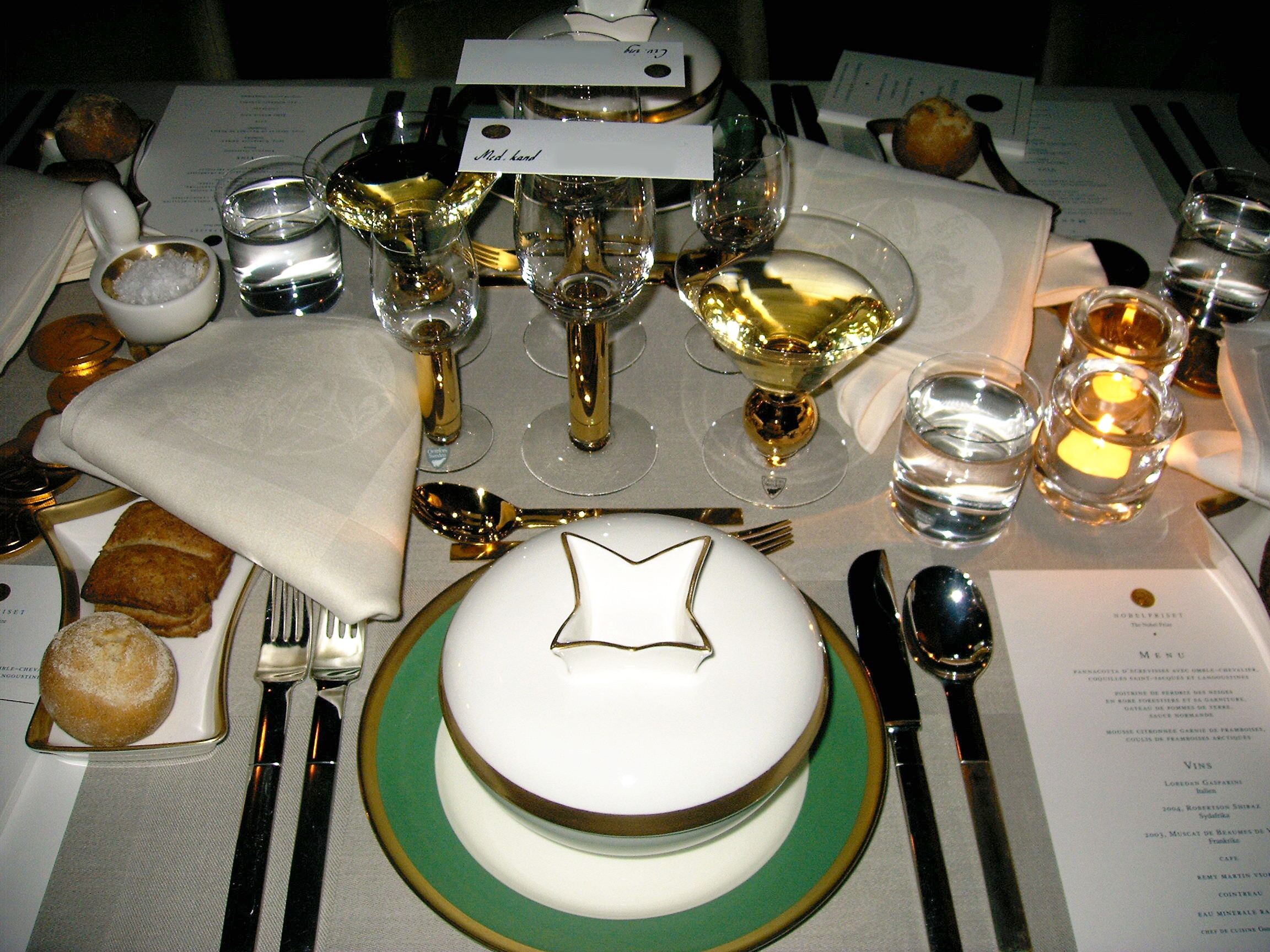
Сервірування гостьового столу на Нобелівському бенкеті 2005 року

До 90-річчя Нобелівської премії було розроблено спеціальні сервізи, які використовуються на Нобелівських бенкетах. Столову порцеляну розробив видатний шведський гончар і дизайнер Карін Бьоркіст, а питне скло та столові прилади створив шведський ювелір, художник по склу, промисловий дизайнер Гуннар Сайрен. Важливий елемент сервірування — столовий текстиль розробила Інгрід Дессау.

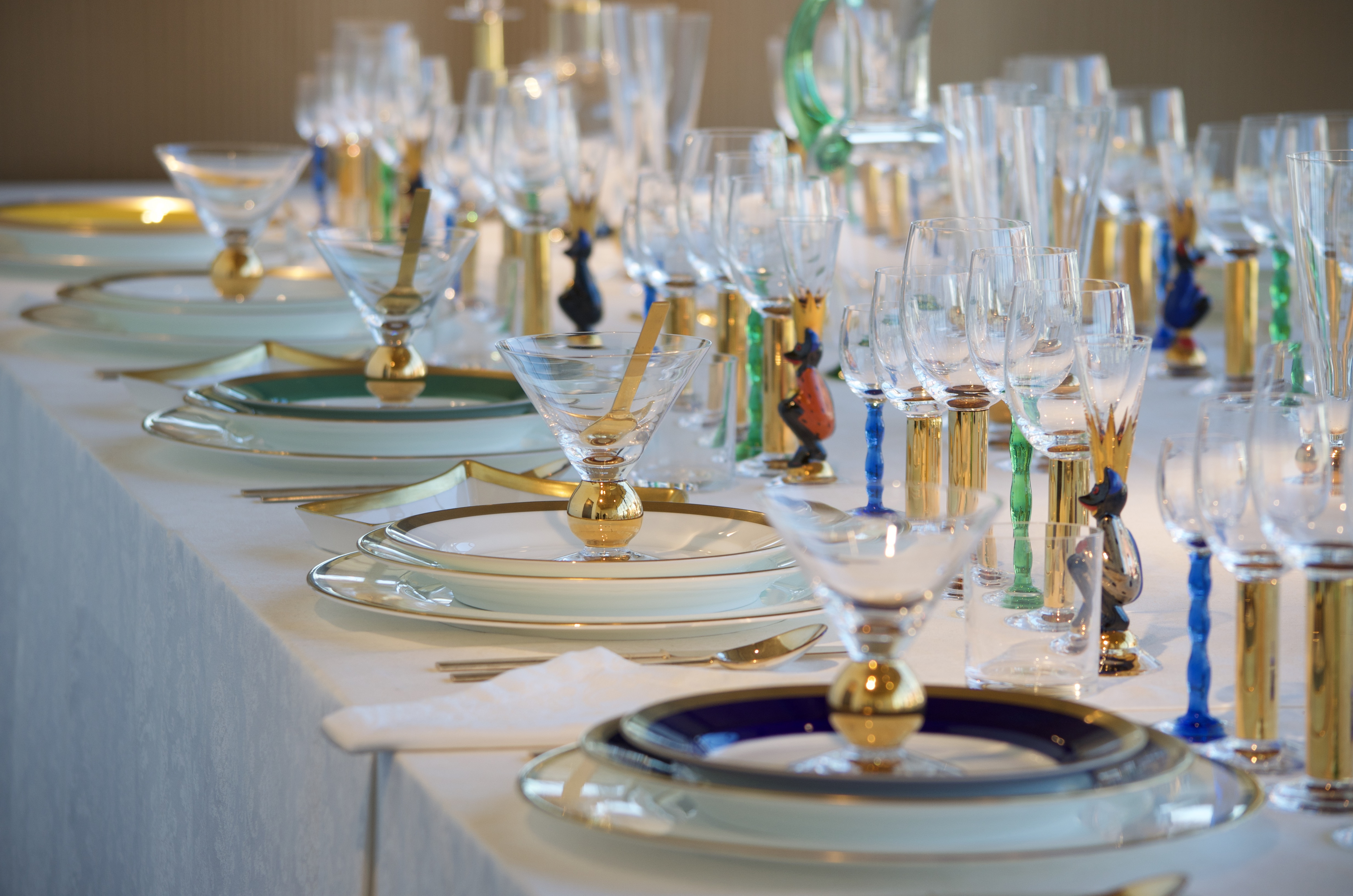
Нобелівський сервіз

Вартість склала понад 1,5 млн. $. У сервіз входить 6730 фарфорових виробів, 5384 келихи, 9422 одиниці срібних столових приладів і одна чашка, якою користувалася принцеса Ліліан. Весь посуд прикрашено символічними квітами шведського ампіру — синім, золотистим і зеленим.
За тиждень до бенкету прибувають живі квіти та композиції з італійського Сан-Ремо, міста, де Альфред Нобель провів останні роки життя на власній віллі, яку називав не інакше, як Mio Nido — «моє гніздечко».

## Цікаві факти
- У ресторані Stadshuskällaren («Льох ратуші»), який знаходиться безпосередньо в самій ратуші, подають ідентичне меню бенкетів минулих років.[6]
- У залі урочистостей досить тісно, кожен гість має місце лише в 60 см
- За традицією королівська сім'я і лауреати спускаються до Блакитної зали по знаменитих довгих сходах. Цей момент ускладнюється тим, що під час спуску необхідно дивитися не собі під ноги, а вперед, на вигравіювану зірку на стіні[7]. Багатьом дається важко таке «випробування», а лауреат з економіки Елвін Рот 2012 року навіть спіткнувся і мало не впав.
- Старші офіціанти диригують роботою інших офіціантів, для цього в їх руках завжди знаходиться диригентська паличка і секундомір, а поруч стоять спеціальні планшети зі схемами, стрілками та спеціальними значками.[3].